# Eduardo Commisso
Eduardo Antonio Commisso Villalba (Avellaneda, 29 de julho de 1948) é um ex-futebolista argentino.
É um dos maiores ídolos da história do Independiente, onde jogou 246 partidas entre 1968 e 1975. Não possuía tanta técnica com a bola, no que compensava com aplicada marcação sobre os adversários, essenciais nos duros confrontos da Taça Libertadores da América, definidos por ele mesmo como verdadeiras "batalhas". Commisso esteve na série de títulos rojos na competição na década de 1970, faturando os quatro que o time obteve seguidamente entre 1972 e 1975, além de dois títulos argentinos, duas Interamericanas e a primeira Intercontinental do clube, em 1973.

## Títulos
Independiente
- Campeonato da Primeira Divisão: 1970, 1971
- Copa Libertadores da América: 1972, 1973, 1974, 1975
- Copa Interamericana: 1972, 1974
- Copa Intercontinental: 1973